# 叙尔特
叙尔特（德語：Sylt，發音：[ˈzʏlt] ⓘ）是德国石勒苏益格-荷尔斯泰因州北弗里斯兰县的市镇，位于同名岛屿中南部，面积57.31平方千米，2023年12月31日人口为13,679人，面积占该岛近60%，人口占该岛近70%。该市镇于2009年1月1日由市镇韦斯特兰、叙尔特东和兰图姆合并而成。
尽管韦斯特兰曾拥有“城市”（Stadt）地位，但叙尔特市镇至今仍未申请城市地位，其中一个原因是各“地方”（Ortsteil）不想在旅游宣传中将自己称作“城市辖区”（Stadtteil）。